# 藤原佐忠
藤原 佐忠（ふじわら の すけただ）は、平安時代中期の貴族、歌人。藤原北家魚名流、出羽守・藤原連茂の子。

## 経歴
天慶8年（945年）当時六位蔵人木工助を務めている。同年12月大納言・藤原師輔に召され郡司読奏の由を奏上する。この頃木工権助に転じるか。翌天慶9年（946年）には式部丞に転じ、天暦元年（947年）に入り朱雀院判官代兼肥後権守となる。
天暦3年（949年）当時中務丞を務める。天暦5年（951年）摂津守を務めており、天暦3年（949年）から天暦5年（951年）の間に従五位下に叙爵されたことが分かる。応和2年（962年）正月に右中弁となる。同年5月には歌合に出詠。応和3年（963年）頃には広平親王家別當を務めた。
康保2年（965年）大宰大弐に任ぜられ、翌康保3年（966年）赴任の由を御前で申す。安和3年（970年）召還の太政官符が出され召還。当時の位階は従四位下。最終的に従四位上行勘解由長官に進む。また、時期は不明ながら因幡守を務めたという。
勅撰歌人としての活躍も見られ、『拾遺和歌集』に佐忠の詠んだ和歌作品1首が残っている。

## 官歴
- 天慶8年（945年） 8月10日：見六位蔵人木工助[5]。12月頃：木工権助?
- 天慶9年（946年） 日付不詳：式部丞
- 天暦元年（947年） 6月20日：見肥後権守[6]
- 天暦3年（949年） 6月6日：見中務丞[7]
- 時期不詳：従五位下
- 天暦5年（951年） 10月17日：見摂津守[8]
- 応和元年（961年） 日付不詳：右中弁[9]
- 応和3年（963年） 日付不詳：見広平親王家別當
- 康保2年（965年） 正月：大宰大弐[10]
- 安和3年（970年） 3月23日：召返、見従四位下[11]
- 天延元年（973年）頃：卒去（従四位上行勘解由長官[12]）

## 系譜
- 父：藤原連茂
- 母：不詳
- 妻：藤原義子（藤原彰子掌侍、通称・弁内侍）
  - 男子：藤原時明（?-?）
  - 男子：藤原時貞